# Sezioni AIA
Le Sezioni dell'Associazione Italiana Arbitri sono istituzioni sportive no-profit che gestiscono l'aspetto arbitrale del mondo calcistico, sviluppato dalla Federazione Italiana Giuoco Calcio, a livello periferico.

## Storia
Dall'anno di fondazione dell'Associazione Italiana Arbitri, avvenuta a Milano nel 1911, gli arbitri non avevano un punto di riferimento certo ma solamente una struttura che ne gestiva le prestazioni. Sempre a Milano, nel 1927, prende vita la Sezione di Milano, attualmente intitolata al fondatore dell'Associazione Umberto Meazza. Da allora si è diffusa progressivamente la pratica dell'organizzazione dei Comitati Regionali in Sezioni. Attualmente esiste una Sezione Arbitri in ciascun capoluogo di provincia e, spesso, anche in centri urbani confinanti, per un totale di 210 sezioni sul territorio italiano dislocate all'interno dei 18 Comitati Regionali Arbitri (CRA) e dei 2 Comitati Provinciali Arbitri (CPA).

## Obiettivi delle Sezioni
Ciascuna Sezione si propone una serie di obiettivi programmatici, nell'ambito della gestione che viene delegata al Presidente e al Consiglio Direttivo, per conseguire determinate finalità:
- Reclutamento: serie di azioni sul territorio finalizzate ad avvicinare potenziali futuri arbitri all'Associazione tramite propaganda.
- Crescita tecnica: insegnamento della cultura arbitrale e formazione tecnica dei direttori di gara; prevede incontri obbligatori (Riunioni Tecniche Obbligatorie) che hanno la forma di lezioni frontali, visione di partite e relativo commento, allenamenti e altre diverse attività propedeutiche;
- Crescita associativa: finalizzata allo sviluppo di rapporti interpersonali tra associati, con l'obiettivo di arricchire l'esperienza nell'Associazione e di condividere le esperienze tecniche;

Le Sezioni devono avere anche un apparato burocratico con una solida organizzazione per la gestione amministrativa degli associati.

## Struttura
L'intera Sezione fa capo ad un Presidente, eletto ogni quadriennio olimpico dai propri associati che avessero compiuto la maggiore età e un anno di tessera, che è responsabile all'interno ed all'esterno dell'Associazione di tutte le vicende che riguardano la Sezione. Il Presidente si avvale della collaborazione di un Consiglio Direttivo, formato da associati della Sezione in numero direttamente proporzionale agli iscritti. Sono nominati consiglieri "di diritto" il candidato Presidente sconfitto che avesse ricevuto almeno il 20% dei voti validi, il Delegato al Calcio a 5 e, se previsto, l'Organo Tecnico Sezionale.
Il Presidente sceglie i propri collaboratori secondo quanto previsto dal Regolamento dell'AIA: massimo due fungeranno da Vice Presidente, uno da Cassiere e uno da Segretario, uno da Delegato al Calcio a 5 e ove previsto uno da Organo Tecnico Sezionale (consigliere di diritto) e degli Organi Tecnici, in numero direttamente proporzionale al numero degli associati della Sezione.

### Gestione Tecnica
È la funzione che deve garantire la formazione tecnica dei direttori di gara e la designazione delle gare di competenza della Sezione, cioè di tutte quelle gare svolte a livello locale (categorie Giovanissimi, Allievi e Juniores Provinciali e Terza Categoria; in determinate regioni anche la Seconda Categoria rientra nella giurisdizione dell'Organo Tecnico Sezionale).
Tale opera di natura tecnica è svolta dagli Organi Tecnici, che si avvalgono di propri collaboratori e fanno capo, se presente, al Vice Presidente Tecnico.

### Gestione Amministrativa
La gestione amministrativa della Sezione è affidata a due ulteriori apparati:
- Segreteria, nella quale il Segretario si occupa della gestione burocratica e disciplinare degli associati: vigila sugli adempimenti regolamentari, ne sollecita il compimento, accoglie o respinge richieste di esonero dall'attività degli associati, gestisce gli archivi informatici tramite la procedura informatica SINFONIA (recentemente affiancata dal portale online Sinfonia4You);
- Amministrazione, ufficio che amministra i fondi economici della Sezione e ne tiene puntuale contabilità; oltre a gestire il denaro contante. Il responsabile di questo ufficio è il Cassiere.

Sia il Segretario che il Cassiere possono avvalersi di propri collaboratori; entrambi fanno capo, se presente, al Vice Presidente Amministrativo.

### Area Associativa
È la componente dell'organizzazione sezionale che si occupa dell'organizzazione di attività ricreative destinate agli associati.
L'area associativa può essere eventualmente gestita da un Referente Ricreativo, che ha facoltà di avvalersi di propri collaboratori.

## Funzione nell'Associazione
Sul piano della gestione tecnica e del sistema di designazioni, le Sezioni occupano l'ultimo posto nella gerarchia AIA, precedute dai CRA e dagli Organi Tecnici Nazionali.
Tuttavia, la natura territoriale attribuisce alle stesse grande importanza strategica: la funzione del reclutamento, affidata all'Associazione, è demandata quasi interamente alle Sezioni; inoltre tutti gli associati iscritti presso una Sezione appartengono alla stessa a prescindere dal loro inquadramento e vantano dalla stessa dei diritti corrisposti dall'assoluzione di determinati doveri.
Le Sezioni rappresentano la "base" dell'intera organizzazione, in questo senso assumono importanza anche per via della funzione formativa che, se svolta degnamente, deve fornire agli Organi Tecnici superiori risorse umane valide che compiono poi il successo tecnico dell'Associazione.